# جان آلان رودريغيز سانشيز
جان آلان رودريغيز سانشيز هو محامي وسياسي دومينيكاني، ولد في 10 مايو 1975 في سانتو دومينغو في جمهورية الدومينيكان. نشط حزبياً في Dominican Liberation Party ‏.

## وصلات خارجية
- الموقع الرسمي